# Кэлинеску, Арманд
Арманд Кэлинеску (рум. Armand Călinescu; 4 июня 1893, Питешти — 21 сентября 1939, Бухарест) — румынский государственный деятель, премьер-министр Румынии с 7 марта по 21 сентября 1939 года.

## Биография
Родился в семье офицера румынской армии и землевладельца.
Изучал право и философию в Бухарестском университете, получил степень по экономике в Париже.
Свою политическую карьеру начал в Крестьянской партии, затем в Национал-царанистской партии, в которой оставался до 1937 года. В 1926 году стал депутатом парламента. С 1928 по 1930 год он занимал пост заместителя министра сельского хозяйства, а с начала 1930 года — заместителя министра внутренних дел (в этом качестве отвечал за силовое подавление Лупенской шахтёрской стачки 1929 года и забастовку в Гривице 1933 года). Поддержал Кароля II, вступившего на румынский престол в июне 1930 года.
С декабря 1937 года по февраль 1938 года Кэлинеску был министром внутренних дел в правительстве Октавиана Гоги, а после переворота 10 февраля 1938 года остался на своем посту в правительстве «национального единства» патриарха Мирона Кристи. После смерти последнего 7 марта 1939 года Кэлинеску занял пост премьер-министра. Во внешней политике он занимал антигерманскую позицию. Активно поддерживал действия короля, направленные на подавление Железной гвардии. Четырнадцать легионеров Железной гвардии, включая «капитанула» Корнелиу Зеля Кодряну, были убиты 29 ноября 1938 года. После начала Второй мировой войны Кэлинеску проводил политику формального нейтралитета в отношении Польши и Германии, но в действительности он оказывал поддержку Польше. Это позволило польскому правительству и беженцам укрыться на территории Румынии после поражения в сентябре 1939 года.
Кэлинеску был убит боевиками Железной гвардии 21 сентября 1939 года в Бухаресте.